# Вторична порта
Вторичната порта или потерна е порта, използвана в укрепването на градове и замъци.
Обикновено са поставени на внимателно избрано място, от което обитателите могат да влизат и излизат незабелязано. При обсада от нея обсадените могат да напуснат замъка или града.